# 縣道130號
縣道130號（苑裡－八份），本線為苗栗知名風景線之一，西起從苗栗縣苑裡鎮苑裡市區，沿途途經苗栗縣三義鄉與台13線共線，東至苗栗縣大湖鄉八份終點接台3線，全長共計31.126公里（公路總局資料）。

## 行經行政區域
全線均位於苗栗縣境內。
| 苑裡鎮 | 苑裡市區 | 0.000  | （地區道路）       | 公路起點                       |
| 苑裡鎮 | 客庄     | －     | （地區道路）       |                                |
| 苑裡鎮 | 貓盂     | －     | 苗47線             | 苗47線起點                     |
| 苑裡鎮 | 田寮     | －     | （地區道路）       |                                |
| 苑裡鎮 | 舊社     | 4.413  | 縣道121號 · 苗50線 | 與縣道121號共線起點 苗50線起點 |
| 苑裡鎮 | 舊社     | －     | 縣道121號          | 0                              |
| 苑裡鎮 | 山腳     | －     | 縣道121號          |                                |
| 苑裡鎮 | －       |        |                    |                                |
| 苑裡鎮 | 舊社     | 4.921  | 縣道121號          | 與縣道121號共線終點            |
| 苑裡鎮 | 山腳     | 4.921  | 縣道121號          | 與縣道121號共線終點            |
| 苑裡鎮 | 青埔     | 4.921  | 縣道121號          | （同上）                       |
| 苑裡鎮 | 青埔     | －     | （地區道路）       |                                |
| 苑裡鎮 | －       |        |                    |                                |
| 苑裡鎮 | 大埔     | 7.951  | 苗50-1線           | 苗50-1線起點                   |
| 苑裡鎮 | 芎蕉坑   | －     | （地區道路）       |                                |
| 苑裡鎮 | 芎蕉坑   | －     |                    |                                |
| 苑裡鎮 | 芎蕉坑   | －     | （地區道路）       |                                |
| 苑裡鎮 | 芎蕉坑   | －     |                    |                                |
| 苑裡鎮 | 芎蕉坑   | －     | 苗37線             | 苗37線終點                     |
| 三義鄉 | 八股     | 15.082 | 台13線             | 與台13線共線終點               |
| 三義鄉 | 三義市區 | －     | 台13線 · 苗49線    | 苗49線起點                     |
| 三義鄉 | 三義市區 | －     |                    |                                |
| 三義鄉 | 三義市區 | 16.594 | 台13線             | 與台13線共線終點               |
| 三義鄉 | 重河     | －     | 苗49-1線           | 苗49-1線起點                   |
| 三義鄉 | 重河     | －     | 縣道119號          | 縣道119號終點                  |
| 三義鄉 | －       |        |                    |                                |
| 三義鄉 | 內草湖   | －     | （地區道路）       |                                |
| 三義鄉 | 內草湖   | －     |                    |                                |
| 三義鄉 | 內草湖   | －     | （地區道路）       |                                |
| 三義鄉 | －       |        |                    |                                |
| 三義鄉 | 雙連潭   | －     | （地區道路）       |                                |
| 三義鄉 | 雙連潭   | －     |                    |                                |
| 三義鄉 | 雙連潭   | －     | （地區道路）       |                                |
| 三義鄉 | －       |        |                    |                                |
| 三義鄉 | 百二份   | －     | （地區道路）       |                                |
| 三義鄉 | 百二份   | －     |                    |                                |
| 三義鄉 | 百二份   | －     | （地區道路）       |                                |
| 大湖鄉 | 羗蔴園   | －     | 苗56線             | 苗56線終點                     |
| 大湖鄉 | 八份     | 31.126 | 台3線              | 公路終點                       |
| 共線   |          |        |                    |                                |

## 沿線路名
- 為公路
- 世界路
- 八股路
- 光復路

## 沿線設施與景點
- 苑裡車站（海岸線）
- 苗栗縣苑裡鎮山腳國民小學
- 山腳公園
- 苗栗縣立致民國民中學
- 灣麗磚瓦文物館
- 苗栗縣苑裡鎮蕉埔國民小學
- 遠航空難紀念碑：紀念遠東航空103號班機空難亡者而設立。
- 三義木雕博物館
- 苗栗縣立三義高級中學
- 關刀山

## 外部連結
- 苑裡鎮農會 （页面存档备份，存于）
- (美美美) 縣道130號休閒遊憩區
- 三義鄉公所 （页面存档备份，存于）
- 大湖鄉公所 （页面存档备份，存于）